# Гальшанська мікромова
Гальшанська мова (самоназва — halšanski jazyk) — проєкт мови, створений на основі білоруських говорів Литви. Намагання становлення цієї мікромови вібувалось у 80-х роках 20 століття. Створена так званим «Товариством слов'яномовних литовців». Разом з гальшанською розроблялись проєкти вічської та дзукійської мов.

## Історія
Білоруси є однією з основних національних меншин Литви, третім за чисельністю після поляків і росіян. Здебільшого білоруськомовне населення Литви історично зосереджено в південно-східних районах країни — нині[коли?] білоруси населяють Шальчинінкайський район Вільнюського повіту, південну частину Вільнюського району, східну частину Тракайського району та Швенченіський район Вільнюського повіту на кордоні Литви та Білорусі. Згідно з переписом 1989 року, в Литві жило близько 63 000 білорусів, в 2001 році чисельність білорусів була 42866 чоловік.
Перші спроби створення публіцистики, літературних творів та інших письмових текстів білоруською мовою помічені в Литві (а також і в сусідній Латвії) головним чином в 1920-ті і 1930-ті роки. Литовські і латиські білоруси використовували при цьому як кирилицю, так і латиницю, і орієнтувалися насамперед на стандартну білоруську мову. Попри прагнення слідувати нормам літературної мови, в тексті опублікованому в 1930-х роках у Вільнюсі «Білоруського народного календаря», а також у текстах ряду інших видань, простежувалися риси місцевих білоруських говірок. Після Другої світової війни використання писемності місцевих говірках припинилося аж до кінця 1980-х років — до появи проєкту так званої гальшанської мови.
Ідея створення гальшанської літературної мови стала наслідком виниклого в епоху перебудови підйому національного руху в республіках СРСР, сплеску інтересу до регіональних мов та національної історії, які наклалися на складну етномовну ситуацію в південно-східній Литві, яка полягає у поширенні тут місцевих литовських, білоруських і польських говірок, а також російської мови (відображенням етномовною невизначеності в цьому регіоні було, зокрема, побутування у литовських білорусів такої назви для своїх говорів «проста мова»). В кінці 1980-х років мовна ситуація в Литві змінюється — значно зростає роль литовської мови і знижується значення російської мови для етнічних литовців. Питання рідної мови стали актуальними і для білоруської та польської національних меншин в Литві. У цей період серед частини поляків і білорусів виникає громадський рух, метою якого стало звернення до місцевої культури і діалектів. Провідну роль у цьому русі грало засноване в Каунасі «Товариство слов'яномовних литовців» (Tuvažystvo slaviansku janzyčnych litvinuv). Ідеологічною основою цього суспільства стало твердження того, що слов'янське населення південно-східної Литви є за походженням литовським, що зазнали з 14 століття асиміляції слов'янами. Очолив товариство Е. Б. Саткявічус. Найважливішим завданням національного руху «слов'яномовних литовців» стало формування та пропаганда літературних мов на базі місцевих говірок: на польській основі, або на основі так званої простої польської — вічська мова (vičski janzyk, vičska gavenda), на білоруській основі, або на основі «простою мови» — так звана гальшанська мова (halšanski jazyk, elšanski jazyk, kul'n'adzka gavenda), на основі місцевих дзукійських литовських говірок планувалося створити дзукійську літературну мову. Рух «слов'яномовних литовців» не був масовим — він охоплював порівняно невелику кількість послідовників і прихильників, які не висували політичних вимог, проіснував відносно короткий час і тому не отримав досить широкої популярності.
Першими друкованими текстами на гальшанській та вічських мовах стали статті, опубліковані «Товариством слов'яномовних литовців» на початку 1990-х років: «Fschodnia Litva» («Східна Литва») і «Naš upiakuniac» («Наш захисник»). Потім відбулася публікація різного роду документів пропагандистської спрямованості. Поява нових літературних мов висвітлювалася як в литовській, так і білоруській пресі. Зокрема, статті з цього питання друкували у вільнюській газеті «Czerwony Sztandar», що видавалась польською мовою, і в білоруській газеті «Чырвоная змена» (травень 1991 року). Початкова відсутність масовості руху «слов'яномовних литовців» призвела до того, що вже в 1992 році гальшанська мова практично перестала використовуватися, хоча зрідка нею видаються або перевидаються книги Е. Б. Саткявічуса, наприклад, один з розділів його книги «Гальські мови» 1999 написаний гальшанською.

## Алфавіт
Алфавіт складається з 29 літер, в основі якого латиниця словацького типу.
| A a | B b | C c | Č č | D d | E e | F f | G g | H h | Ch ch |
| I i | J j | Y y | K k | L l | Ł ł | M m | N n | O o | P p   |
| R r | S s | Š š | T t | U u | ŭ   | V v | Z z | Ž ž |       |

## Приклад
Halšanski jazyk — asabisty jazyk, choc’ jon maje podobenstva z biłaruskim, dzukskim, vičskim, trocha słou moža polskich. Halšanski jazyk pa fanetike i hramatyke padobny jazyku pradziedoŭ halšancoŭ — dzukskamu jazyku. Hety jazyk jest bahactva dlia baltoŭ i słavoŭ. Liudzi usej Litvy i Biłarusi pavinny baranic’ hety jazyk. Halšanski jazyk nie chatni jazyk; hety jazyk literaturnyj jazyk vekovaj tradiciji i treba kap halšancy havarili i pisali na hetym jazyku; Hetat listok at 2 s'erpn'a 1998 hoda astavic’ na dolhuju pam'ac’, kab vnuki mahli pačitac’, jak havaric’, čitac’ i pisac’ pa prostamu.